# Crossogyna autumnalis
Crossogyna autumnalis là một loài Rêu trong họ Jungermanniaceae. Loài này được (DC.) Schljakov mô tả khoa học đầu tiên năm 1975.